# Fluvidona anodonta
Fluvidona anodonta е вид коремоного от семейство Hydrobiidae. Видът е световно застрашен, със статут Уязвим.

## Разпространение
Разпространен е в Австралия (Куинсланд).